# اس‌اندپی گلوبال
اس‌اندپی گلوبال (به انگلیسی: S&P Global)، (تا پیش از ۲۰۱۶ با نام مک‌گرا هیل فایننشال (McGraw Hill Financial, Inc) و پیش از ۲۰۱۳ با نام مک‌گرا هیل The McGraw–Hill Companies, Inc.), (NYSE: MHP)یک شرکت سهامی عام است که مرکز آن در راکفلر سنتر نیویورک قرار دارد. بیشتر کار این شرکت مربوط به انتشارات، آموزش و اطلاع‌رسانی مالی و تجزیه و تحلیل اطلاعات مالی است. اس‌اندپی شرکت هلدینگ چندین شرکت مهم از جمله اس‌اندپی گلوبال ریتینگز، اس‌اندپی گلوبال مارکت اینتلیجنس، اس‌اندپی گلوبال موبیلیتی و… و مالک بخش‌عمده شرکت سرمایه‌گذاری مشترک شاخص‌های اس‌اندپی داو جونز است. اس‌اندپی سرواژه "Standard and Poor's" است.

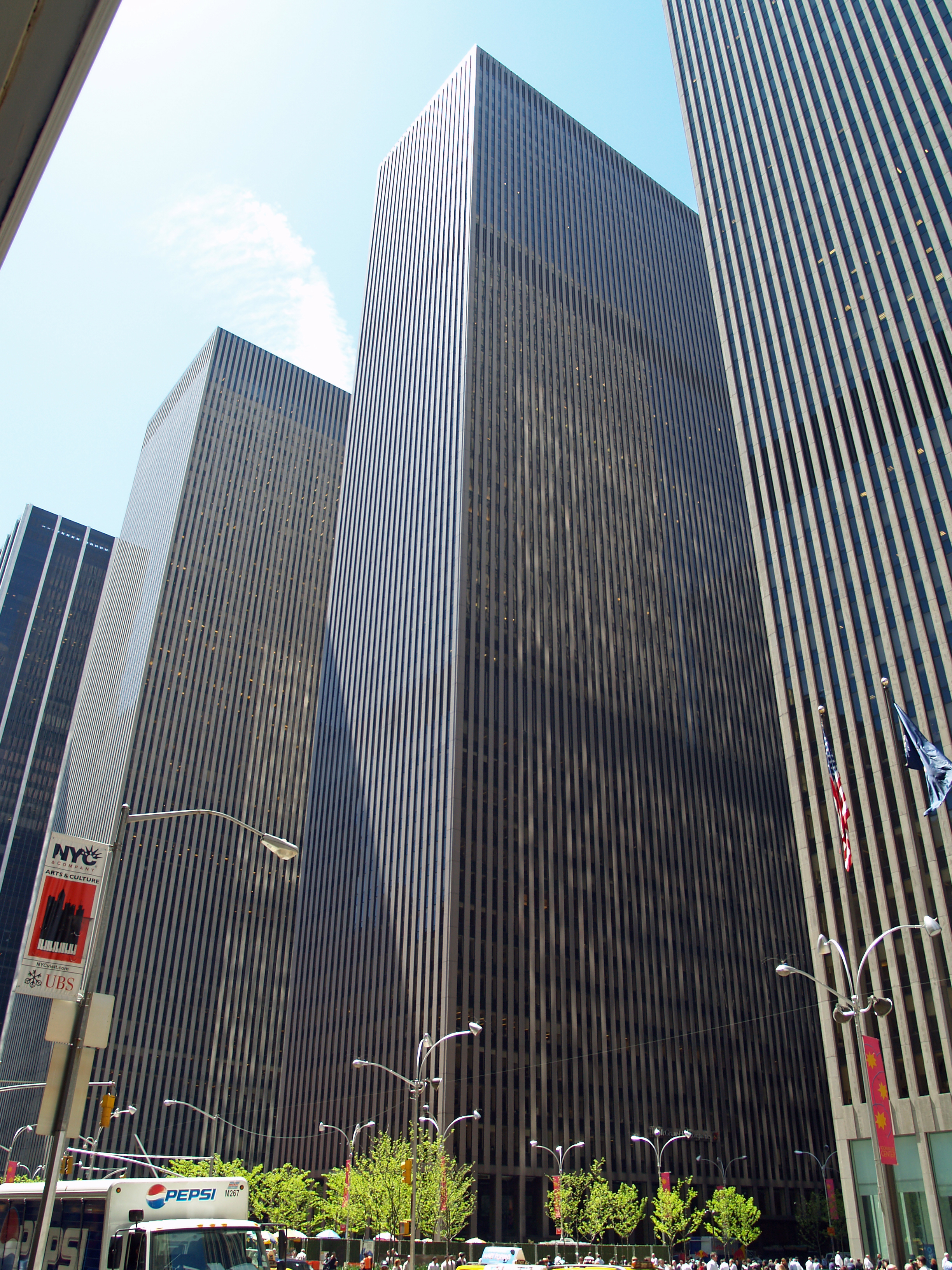
ساختمان مک‌گرا هیل، دفتر مرکزی شرکت مک‌گرا هیل